# Ketama (grupo musical)
Ketama es un grupo musical gitano español de flamenco-fusión y pop. Formado originalmente a principios de la década de los 80 por José Soto "Sorderita" (1961), Ray Heredia (1963-1991) y Juan José Carmona Amaya "El Camborio" (1960), posteriormente, los dos primeros irían abandonando el grupo, completándose con la entrada de Antonio Carmona Amaya "Ajillo" (1965) y José Miguel Carmona Niño "Josemi" (1971), hermano y primo respectivamente de Juan José. 
Ketama representó, hasta su disolución en 2004, uno de los representantes más destacados del denominado Nuevo flamenco. En 2019 volvieron con una remasterización de su álbum en vivo De akí a Ketama que contaba con varios añadidos. 
Años en activo 1984-2004 y 2018-presente.

## Biografía
A principios de los años 1980 en España, la escena musical estaba dominada por la llamada Movida madrileña. En el contexto de un país que salía de una dictadura de casi cuatro décadas, la eliminación de la censura y las nuevas posibilidades al alcance dieron lugar a una multitud de nuevas formas de expresión artística y al inicio de la carrera musical de autores con nuevas inquietudes. El flamenco no era la excepción; ya en 1979 Camarón de la Isla había publicado “La leyenda del tiempo”, disco que según la crítica había iniciado la apertura de este género a todo tipo de nuevos ritmos. 
En el tablado madrileño Los Canasteros trabajaban dos guitarristas, el granadino Juan Carmona El Camborio, hijo de Juan Habichuela, y el jerezano José Soto Sorderita, ambos provenientes de familias gitanas y flamencas antiguas. Para revisar sus amplias y respectivas herencias musicales, y con la compañía del madrileño Ray Heredia, hijo del bailador Josele, como vocalista, formaron Ketama (tomando el nombre de un valle de Marruecos). Pronto se convirtieron en el grupo insignia de la discográfica Nuevos Medios, con una propuesta poco ortodoxa con los cánones establecidos.

### Primeros discos
Su primer trabajo, de nombre Ketama, aunque grabado durante 1983, fue editado dos años después, colocándoles en el grupo de los denominados “Nuevos Flamencos”, introduciéndose por primera vez en las músicas de raíz iberoamericana (menos orientados a las influencias blues de Pata Negra). Cuentan con las colaboraciones de Pepe Habichuela, Carlos Benavent y Teo Cardalda. Pero las disensiones internas hacen mella en el grupo, y en vísperas de la publicación de su segundo trabajo, Ray Heredia lo deja para iniciar una carrera en solitario con un disco publicado en 1991, Quien no corre vuela, y que se vio truncada tras su muerte ese mismo año. En Ketama fue sustituido por Antonio Carmona como vocalista. También ingresó en el grupo Josemi Carmona, exintegrante de La Barbería del Sur, cuando contaba dieciséis años de edad. Con ambos Ketama publica su segundo trabajo, La pipa de Kif. Posteriormente, por diferencias tanto musicales como de proyección del grupo, lo dejaría José Soto Sorderita también para iniciar su carrera en solitario. 
En 1988 apareció Songhai, una fusión flamenca con la kora africana del músico Toumani Diabaté, que se había gestado en 1985 cuando el grupo tocó en Londres. Con este trabajo obtuvieron cierto reconocimiento internacional, apareciendo críticas en The Times y The Internacional Herald Tribune, y siendo elegido el disco por la revista New Musical Express como el mejor disco extranjero del año.
Su siguiente trabajo, Y es ke me han kambiao los tiempos (1990), se grabó durante la gira europea del grupo, y en él Ketama llega a la fusión definitiva de salsa y rumba. Sólo uno de los temas del disco está firmado por el grupo: la rumba Kalikeño, rebautizada posteriormente como No estamos lokos. Los restantes están firmados por los diferentes miembros del grupo, uno a uno o en parejas. Fue el primer disco autoproducido, y su éxito les llevó a actuar como teloneros de Prince en su gira por España.
En 1992 apareció Pa’ gente con alma, disco homenaje a Ray Heredia, ya desaparecido. La lista de colaboraciones incluye a Michel Camilo, y a José el Francés. Este trabajo reveló las profundas diferencias existentes por aquel entonces entre los Carmona y Sorderita, que ni siquiera estuvo en la presentación del disco. En 1993 Ketama, ya sin Sorderita, retornó a sus raíces flamencas con El arte de lo invisible; en 1994 volverían las influencias africanas con Songhai 2

### El mayor éxito:De akí a Ketama
El mayor éxito les llegó con De akí a Ketama (1995), grabado en directo en los Estudios Cinearte de Madrid, con una selección de su repertorio y la participación, entre otros, de Antonio Canales, Antonio Vega, Manolo González Heredia (maestro percusionista y escultor de figuras en hielo), Juañares, Las Chamorro y Antonio Flores, quien fallecería poco después. Ketama dejaron entonces de ser artistas de culto y se consolidaron como los máximos representantes del flamenco-fusión, cercano en ocasiones al pop. Más de un millón de copias vendidas, Premio Ondas al Mejor Álbum (1995), Premio Ondas al Mejor Grupo Español (1996) y Premio de la Música en la categoría de Mejor Canción del año 96 por No estamos lokos. 
Posteriormente encadenaron tres años consecutivos con tres discos: en 1997 salía Konfusión, con la colaboración de Jorge Drexler y Khaled, que sigue profundizando en la fusión del flamenco con todas las músicas del mundo. Por él recibieron de nuevo el Premio Ondas 1998 al Mejor Álbum, vendiendo más de 300.000 copias. En 1998 se editó el recopilatorio Sabor Ketama, con diecisiete temas de la etapa entre 1990 y 1997 y las colaboraciones de, entre otros, Antonio Vega, Antonio Flores y Ana Belén o, en clave flamenca, las de Aurora o Pepe Habichuela. En 1999 apareció Toma Ketama! que, aún sonando más flamenco que Konfusión seguía recibiendo influencias del pop, el blues o la música latina. En este trabajo contarían de nuevo con la colaboración de Jorge Drexler.

### Últimos discos y separación del grupo
Tres años después, Ketama retomaría su carrera con Dame la mano, disco en el que se incluyen influencias provenientes del hip hop y del house, de nuevo colaboraría Drexler. El disco incluía un DVD con una fiesta flamenca protagonizada por los Habichuela en pleno, con invitados como Rosario Flores, Niña Pastori, Las Chamorro o Sorderita.
El último disco del grupo sería 20 pa’ Ketama. Coincidiendo con su vigésimo aniversario, el grupo se disolvió. El disco suponía un resumen de su discografía, en el que se incluían también una selección de duetos y colaboraciones (grabaciones inéditas junto a Rubén Rada e Ivete Sangalo o ya conocidas con Antonio Flores, Diego Torres y Antonio Vega).

### Reunión
Después de 14 años, Ketama comunica su reunión en una rueda de prensa el 13 de noviembre de 2018, anunciando el lanzamiento de un nuevo álbum (con fecha de salida esperada para diciembre de 2018) y una gira, No estamos locos on tour 2019, con comienzo en Granada el 23 de febrero de 2019.

## Discografía
- Ketama (1985)
- La pipa de Kif (1987)
- Songhai (1988)
- Y es ke me han kambiao los tiempos (1990)
- Pa´ gente con Alma (1992)
- El Arte de lo invisible (1993)
- Songhai 2 (1994)
- De akí a Ketama (1995)
- Konfusión (1997)
- Toma Ketama! (1999)
- Dame la mano (2002)
- 20 pa' Ketama (2004)
- De akí a Ketama (2019)

## Miembros
- Juan José Carmona Amaya ("El Camborio") (1984-presente)
- Antonio Carmona Amaya (1986-presente)
- José Miguel Carmona Niño ("Josemi") (1986-presente)

### Antiguos miembros
- José Soto Barra ("Sorderita") (1984-1992)
- Ray Heredia (1984-1985)